# معاملة الأجنبي كمواطن
معاملة الأجنبي كمواطن أو المعاملة الوطنية (بالإنجليزية: National Treatment)‏ هي مبدأ في القانون الدولي ويُعتبر هذا المبدأ أمرًا بالغ الأهمية لأنظمة المعاهدات. وهذا المصطلح يعني بشكل أساسي معاملة الأجانب والسكان المحليين على قدم المساواة. وبموجب معاملة الأجنبي كمواطن، إذن منحت أي دولة حقًا أو منفعة أو امتيازًا معينًا لمواطنيها، فيتعين عليها أيضًا منح هذه المزايا لمواطني الدول الأخرى أثناء وجودهم في تلك الدولة. وفي سياق الاتفاقات الدولية، يتعين على الدولة تقديم معاملة متساوية لمواطني الدول الأخرى المشاركة في الاتفاق. ويتعين معاملة السلع المستوردة والسلع المنتجة محليًا على قدم المساواة - على الأقل بعد طرح السلع الأجنبية في السوق.
وفي حين أن هذه المعاملة تُعتبر بشكل عام مبدأ مرغوبًا فيه، إلا أنه في العرف فإنها تعني بالعكس أن الدولة تستطيع حرمان الأجانب من أي شيء تحرم مواطنيها منه. ويدعو مبدأ معارض إلى وجود حد أدنى من معيار دولي للعدالة (نوع من الحق بالإجراء العادل) الذي من شأنه أن يوفر أرضية أساسية لحماية الحقوق والحصول على الحق في الإجراء القضائي. وقد انتهى الصراع بين المعاملة الوطنية والحد الأدنى من المعايير بشكل أساسي بين الدول الصناعية والدول النامية، في سياق المصادرات. فالكثير من الدول النامية، التي تتمتع بسلطة السيطرة على ممتلكات مواطنيها، رغبت في ممارسة هذه السلطة على ممتلكات الأجانب أيضًا.
على الرغم من الإعراب عن الدعم لمعاملة الأجنبي كمواطن في العديد من قرارات الجمعية العامة للأمم المتحدة المثيرة للجدل (وغير الملزمة قانونًا)، فإنه يتم تناول قضية المصادرات عالميًا من خلال المعاهدات المبرمة مع دول أخرى والعقود الموقعة مع الكيانات الخاصة بدلاً من الاعتماد على العرف الدولي.
ينطبق مبدأ معاملة الأجنبي كمواطن فقط في حالة طرح منتج أو خدمة أو ملكية فكرية في السوق. ولذلك، لا يُعتبر فرض رسوم جمركية على الواردات انتهاكًا لمبدأ معاملة الأجنبي كمواطن إذا لم يتم فرض ضريبة مماثلة على المنتجات المصنوعة محليًا.

## الاتفاقية العامة للتعريفة الجمركية والتجارة (الجات)/منظمة التجارة العالمية
يُعد مبدأ معاملة الأجنبي كمواطن جزءًا لا يتجزأ من الكثير من اتفاقيات منظمة التجارة العالمية. جنبًا إلى جنب مع مبدأ الدولة الأولى بالرعاية، يُعتبر مبدأ معاملة الأجنبي كمواطن أحد الركائز الأساسية لقانون التجارة الخاص بمنظمة التجارة العالمية. وهذا المبدأ موجود في الاتفاقيات الثلاث الرئيسية لمنظمة التجارة العالمية (الاتفاقية العامة للتعريفة الجمركية والتجارة (الجات) والاتفاقية العامة للتجارة في الخدمات (الجاتس) واتفاقية الجوانب التجارية من حقوق الملكية الفكرية (تريبس).
إن معاملة الأجنبي كمواطن هو مبدأ أساسي من مبادئ الاتفاقية العامة للتعريفة الجمركية والتجارة (الجات)/منظمة التجارة العالمية الذي يحظر التمييز بين السلع المستوردة والسلع المنتجة محليًا فيما يتعلق بالضرائب الداخلية أو اللوائح التنظيمية الحكومية الأخرى. وتمت صياغة مبدأ معاملة الأجنبي كمواطن في المادة 3 من الاتفاقية العامة للتعريفة الجمركية والتجارة (الجات) عام 1947 (وتم إدراجه كمرجع في الاتفاقية العامة للتعريفة الجمركية والتجارة (الجات) عام1994)؛ والمادة 17 من الاتفاقية العامة بشأن تجارة الخدمات (جاتس)؛ وفي المادة 3 من اتفاقية الجوانب المتعلقة بالتجارية من حقوق الملكية الفكرية (تريبس). والهدف من هذه القاعدة هو منع الضرائب الداخلية أو اللوائح التنظيمية الأخرى من الاستخدام كبديل للحماية الجمركية.
يمكن الاطلاع على ملخص جدي حول هذا الشأن في تقرير اليابان والكحول الذي ينص على؛ «[] الالتزام بمبدأ معاملة الأجنبي كمواطن هو حظر عام على استخدام الضرائب الداخلية وغيرها من التدابير التنظيمية الداخلية الأخرى لتوفير الحماية للإنتاج المحلي».